# (64) Angelina
(64) Angelina – planetoida z pasa głównego planetoid okrążająca Słońce w ciągu 4 lat i 143 dni w średniej odległości 2,68 au. Została odkryta 4 marca 1861 roku w Marsylii przez Wilhelma Templa. Nazwa planetoidy pochodzi od stanowiska astronomicznego barona Franza Xavera von Zacha, położonego w pobliżu Marsylii.